# Francisco Ngonda
Francisco Nkunga Ngonda – angolski zapaśnik walczący w obu stylach. Brązowy medalista mistrzostw Afryki w 2009, 2019 i 2020 roku.